# 9국 공약
9국 공약(九國公約, Nine-Power Treaty)은 1922년 워싱턴 회의에 참가한 미국, 영국, 네덜란드, 이탈리아, 프랑스, 벨기에, 포르투갈, 일본, 중화민국간에 체결된 조약이다. 문호개방・영토보전・기회균등・주권존중의 원칙 속에서 일본의 중국진출을 억제함과 동시에 중국의 권익보호를 표명하고 있다. 조약 발효 시기는 1925년 8월 5일이다.

## 개요
1921년 11월에 열린 태평양과 극동 문제 위원회에 미국이 제출한 중국의 문호 개방·기회 균등에 관한 4원칙이 수정 후 가결됨으로써 1922년에 열린 제6차 총회에서 9개국 조약이 체결되었다. 일본은 랜싱-이시이 조약을 해소하고 이 조약에 따라 중국과 조약을 맺어 산동성 권익의 대부분을 반환하였다. 그러나 9개국 조약은 중화민국의 국경을 명확히 정하지 않고 그 영토보전을 인정하여, 청에 충성을 바친 몽골, 만주, 티베트, 이슬람교도, 투르키스탄 인들의 종족이 그 독립권을 한족에게 양도하였다고 추정한 오류를 남겼다. 또한 소련이 이 조약에 제외되었는데, 그 결과 소련은 중국의 여러 정치세력과 별도로 외교관계를 형성하며 중국에 진출한다.

## 내용
9개국조약은 극동에서 사태의 안전을 기하고 중국의 권익을 옹호하며, 기회균등의 원칙하에 중국과 열국 간에 교통(交通)을 증진할 것을 목적으로 하고 있다.
제1조는 중국 이외의 체결국 간의 약정으로,
① 중국의 주권·독립 및 영토적·행정적 보전의 존중

② 중국의 안정된 정권수립을 위한 기회부여

③ 중국 전역에서 상공업의 기회균등주의의 확립을 위한 노력

④ 우호국 국민의 권리를 침해하는 특권 등을 확보하기 위해 중국의 정세를 이용하거나 우호국의 안녕에 유해한 행동을 시인하지 않는다는 것 

등이다.
제2조 이하에서는 이를 부연하여,

① 제1조의 원칙에 반하는 조약 ·협정 등을 체결하지 않는다는 것

② 중국 특정지역에서 상업상·경제상의 일반적 우월권을 설정하거나 또는 기회균등주의에 반하는 독점권(獨占權)·우선권을 중국에 요구하지 않고 자국민의 그와 같은 요구를 인정하지 않는다는 것

③ 중국 특정지역에 세력범위를 설정하거나 상호간의 독점적 기회를 향유하기 위한 국민 상호간의 협정을 지지하지 않는다는 것

④ 철도수송상의 차별 부인(否認)

⑤ 중국이 참가하지 않는 전쟁에서 중립국으로서 중국의 권리를 존중하고, 중국의 중립의무를 지킨다는 것 

등을 규정하고 있다.